# Adam-ondi-Ahman

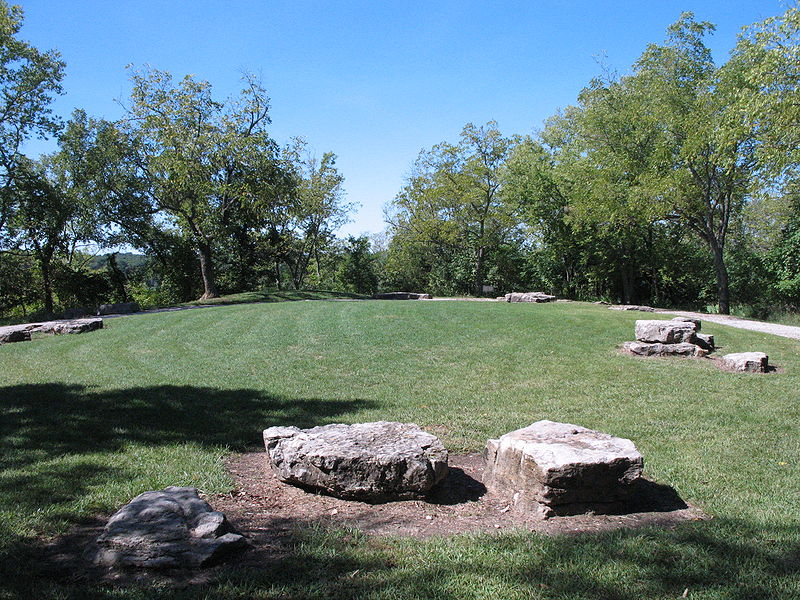
Posvěcený oltář v posvátném údolí Adam-ondi-Ahman (Údolí Boží, kde Adam dlel)

Adam-ondi-Ahman je název, kterým pojmenoval mormonský zakladatel Joseph Smith americké údolí ve státu Missouri. Nejde o oficiální název tohoto místa.

## Mytická historie
Jde údajně o místo, kde první člověk na zemi, Adam, dával poslední požehnání před svým nanebevzetím.
Joseph Smith o tom v jednom zjevení napsal: "Tři roky před smrtí svou Adam svolal Seta, Enose, Kainana, Mahalaleela, Jareda, Enocha a Matuzaléma, kteřížto byli všichni vysocí kněží, se zbytkem potomstva svého, jež bylo spravedlivé, do údolí Adam-ondi-Ahman a tam jim udělil své poslední požehnání.A ukázal se jim Pán a oni povstali a velebili Adama a nazývali ho Michalem, knížetem, archandělem. A Pán poskytl Adamovi útěchu a pravil mu: Ustanovil jsem tě, abys byl v čele; vzejde z tebe množství národů a ty jsi kníže nad nimi na věky." Zjevení o Adam-ondi-Ahman

## Moderní historie
Mormonský zakladatel Joseph Smith pojmenoval americké údolí ve státě Missouri názvem Adam-ondi-Ahman. Mormoni berou toto místo jako posvátné.